# Barichneumon libens
Barichneumon libens är en stekelart som först beskrevs av Cresson 1877.  Barichneumon libens ingår i släktet Barichneumon och familjen brokparasitsteklar. Inga underarter finns listade.